# Rivière Prévost-Gilbert
Pour les articles homonymes, voir Prévost et Gilbert.
La rivière Prévost-Gilbert est un affluent de la rive ouest du Bras Saint-Victor lequel se déverse dans la rivière Chaudière ; cette dernière coule vers le nord pour se déverser sur la rive sud du fleuve Saint-Laurent. Elle coule dans la région administrative de Chaudière-Appalaches, au Québec, au Canada, dans les municipalités régionales de comté Les Appalaches : municipalités Thetford Mines (secteur Robertsonville), Adstock (secteur Sacré-Cœur-de-Marie-Partie-Sud), Sacré-Cœur-de-Jésus, Sainte-Clotilde-de-Beauce ; et Beauce-Centre : municipalité de Saint-Victor.

## Géographie
Les principaux bassins versants voisins de la rivière Prévost-Gilbert sont :
- côté nord : rivière Nadeau (Nouvelle-Beauce), rivière Palmer, rivière Whetstone, rivière Perry ;
- côté est : rivière Chaudière, Bras Saint-Victor, rivière du Cinq, rivière Noire ;
- côté sud : Bras Saint-Victor, rivière Fortin-Dupuis, rivière des Hamel ;
- côté ouest : rivière Gagné, rivière Bécancour.

La rivière Prévost-Gilbert prend sa source à la décharge d'un petit lac situé à 1,0 km au nord-est du village de Pontbriand (ville de Thetford Mines, sur le versant sud de la montagne du Trois, au nord-ouest du village de Robertsonville et à 0,6 km au nord-est de la route 269.
À partir de sa source, la rivière Prévost-Gilbert coule sur 31 km répartis selon les segments suivants :
- 1,8 km vers le sud-est, dans le secteur de Pontbriand de la ville de Thetford Mines, jusqu'à la limite entre le secteur de Pontbriand et de Robertsonville ;
- 2,9 km vers l'est, jusqu'à la route 112 ;
- 3,6 km vers l'est, jusqu'à la limite entre les secteurs de Robertsonville et de Sacré-Cœur-de-Marie-Partie-Sud ;
- 1,8 km vers l'est, jusqu'à une route de campagne ;
- 1,5 km vers l'est, jusqu'à la limite municipale de Sacré-Cœur-de-Jésus ;
- 3,1 km vers le sud-est, en coupant une route de campagne, jusqu'à la limite de Sainte-Clotilde-de-Beauce ;
- 4,8 km vers le sud-est, jusqu'à la route 271 qu'elle coupe à 1,4 km au nord-ouest du centre du village de Sainte-Clotilde-de-Beauce ;
- 4,7 km vers l'est, en traversant le barrage de Ponterlegil, jusqu'à une route qui démarche la municipalité de Sainte-Clotilde-de-Beauce et Saint-Victor ;
- 2,1 km vers l'est, jusqu'à un pont d'une route de campagne ;
- 2,8 km vers l'est, jusqu'à sa confluence.

La rivière Prévost-Gilbert se déverse sur la rive ouest du Bras Saint-Victor dans la municipalité de Saint-Victor. Cette dernière rivière se déverse dans la rivière Chaudière dans Beauceville. La confluence de la rivière Prévost-Gilbert est située à 2,0 km à l'ouest du centre du village de Saint-Victor et à 0,9 km au nord de la route 108.

## Toponymie
Le toponyme Rivière Prévost-Gilbert a été officialisé le 6 octobre 1983 à la Commission de toponymie du Québec.